# Ranbir Kapoor
Ranbir Kapoor (nascido em 28 de setembro de 1982) é um ator indiano que atua predominantemente em filmes de Bollywood. É conhecido por sua versatilidade, alcance dramático e pelo legado da família Kapoor, uma das mais proeminentes da indústria cinematográfica indiana. Ele é filho do falecido ator Rishi Kapoor e da atriz Neetu Singh, neto do icônico ator indiano Raj Kapoor, e marido da atriz Alia Bhatt.

## Início de vida
Ranbir nasceu em Mumbai, Maharashtra, no seio da família Kapoor. Ele é formado em direção cinematográfica pela School of Visual Arts, em Nova Iorque, e estudou atuação no Lee Strasberg Theatre and Film Institute. Antes de estrear como ator, trabalhou como assistente de direção no filme Black, de Sanjay Leela Bhansali.

## Carreira
Kapoor fez sua estreia em 2007 com o filme Saawariya. Embora o filme não tenha sido um sucesso comercial, sua atuação foi elogiada e lhe rendeu o prêmio Filmfare de Melhor Estreante.
Destacou-se em filmes como:
- Wake Up Sid (2009)
- Rockstar (2011)
- Barfi! (2012)
- Yeh Jawaani Hai Deewani (2013)
- Tamasha (2015)
- Ae Dil Hai Mushkil (2016)
- Sanju (2018), no qual interpretou Sanjay Dutt
- Brahmāstra: Part One – Shiva (2022)
- Animal (2023)

### Filmografia
| Ano  | Título                             | Papel                          | Notas                                                    |
| ---- | ---------------------------------- | ------------------------------ | -------------------------------------------------------- |
| 1999 | Aa Ab Laut Chalen                  | —                              | Assistente de direção                                    |
| 2004 | Karma                              | Aryan Malhotra                 | Curta-metragem                                           |
| 2005 | Black                              | —                              | Assistente de direção                                    |
| 2007 | Saawariya                          | Ranbir Raj                     | Filme de estreia                                         |
| 2008 | Bachna Ae Haseeno                  | Raj Sharma                     |                                                          |
| 2009 | Luck by Chance                     | Ele mesmo                      | Participação especial                                    |
| 2009 | Wake Up Sid                        | Siddharth "Sid" Mehra          |                                                          |
| 2009 | Ajab Prem Ki Ghazab Kahani         | Prem Shankar Sharma            |                                                          |
| 2009 | Rocket Singh: Salesman of the Year | Harpreet Singh Bedi            |                                                          |
| 2010 | Raajneeti                          | Samar Pratap                   |                                                          |
| 2010 | Anjaana Anjaani                    | Akash                          |                                                          |
| 2011 | Chillar Party                      | Ele mesmo                      | Participação especial na música "Tai Tai Phish"          |
| 2011 | Rockstar                           | Janardhan "Jordan" Jakhar (JJ) |                                                          |
| 2012 | Barfi!                             | Murphy "Barfi" Johnson         |                                                          |
| 2013 | Bombay Talkies                     | Ele mesmo                      | Participação especial na música "Apna Bombay Talkies"    |
| 2013 | Yeh Jawaani Hai Deewani            | Kabir "Bunny" Thapar           |                                                          |
| 2013 | Besharam                           | Babli Chautala                 |                                                          |
| 2014 | Bhoothnath Returns                 | Ele mesmo                      | Participação especial                                    |
| 2014 | PK                                 | Alienígena                     | Participação especial                                    |
| 2015 | Roy                                | Roy                            |                                                          |
| 2015 | Bombay Velvet                      | Johnny Balraj                  |                                                          |
| 2015 | Tamasha                            | Ved Vardhan Sahni              |                                                          |
| 2016 | Ae Dil Hai Mushkil                 | Ayan Sanger                    |                                                          |
| 2017 | Jagga Jasoos                       | Jagga Rana Bagchi              | Também produtor                                          |
| 2018 | Love per Square Foot               | Gattu                          | Participação especial                                    |
| 2018 | Bucket List                        | Ele mesmo                      | Filme marata; participação especial                      |
| 2018 | Sanju                              | Sanjay Dutt                    |                                                          |
| 2022 | Shamshera                          | Shamshera / Balli              |                                                          |
| 2022 | Brahmāstra: Parte Um – Shiva       | Shiva                          | Também produtor                                          |
| 2022 | Rocket Gang                        | Anjo                           | Participação especial na música "Har Bachcha Hai Rocket" |
| 2022 | Govinda Naam Mera                  | Ele mesmo                      | Participação especial na música "Bijli"                  |
| 2023 | Tu Jhoothi Main Makkaar            | Rohan "Mickey" Arora           |                                                          |
| 2023 | Animal                             | Ranvijay Singh / Aziz Haque    |                                                          |
| 2026 | Love & War                         | ASA                            | Em filmagem                                              |
| 2026 | Ramayana: Parte 1                  | Rama / Parshurama              | Pós-produção                                             |
| 2027 | Ramayana: Parte 2                  | Rama                           | Em filmagem                                              |

## Vida pessoal
Ranbir casou-se com Alia Bhatt em abril de 2022. O casal tem uma filha, Raha Kapoor, nascida em novembro de 2022.

## Outros empreendimentos
Além de atuar, Ranbir é co-proprietário do Mumbai City FC, um clube de futebol que disputa a Indian Super League. Também participa de atividades filantrópicas e campanhas sociais.